# Lista över humlor observerade i Skandinavien
Detta är en lista i taxonomisk ordning över de humlor som observerats minst en gång i Skandinavien. Listan är uppdelad efter undersläkte.
Frukthumlan nedan har påträffats en gång i Sverige (1911), men är numera rödlistad som nationellt utdöd. Det var emellertid en arbetare, som måste ha kläckts i Skandinavien, varför den räknas som en svensk art.. Också stäpphumlan har gått tillbaka kraftigt i hela Västeuropa och betraktas även den som nationellt utdöd i Sverige.

## Alpigenobombus
- Tjuvhumla (Bombus wurflenii) – Europa (inklusive Sverige och Finland[3]), Nordasien

## Alpinobombus
- Alphumla (Bombus alpinus) – Nordeuropa, Alperna
- Fjällhumla (Bombus balteatus) – norra Skandinavien, västra USA (bergen), Kanada, östra Sibirien
- Polarhumla (Bombus polaris) – Skandinaviska fjällkedjan, norra Ryssland, Alaska, Kanada, Arktis (inklusive östra Grönland)
- Tundrahumla (Bombus hyperboreus) – norra Skandinavien, norra Ryssland, Alaska, Kanada, Arktis (påträffad på Grönland)

Arterna finns både i Sverige och Finland.

## Bombussensu stricto
- Kragjordhumla (Bombus magnus) – Nordeuropa, Västeuropa
- Ljus jordhumla (Bombus lucorum) – Europa, Asien, Nordamerika
- Mörk jordhumla (Bombus terrestris) – Europa, Västasien, Nordamerika
- Rallarjordhumla (Bombus sporadicus) – Nordeuropa, Ryssland, Kina

## Cullumanobombus
- Vitnoshumla (Bombus semenoviellus) – Östra, centrala till södra Europa. Bofast och reproducerande i Finland[5], Sverige[6] och Norge[7].
- Stäpphumla (Bombus cullumanus) – Frankrike

## Kallobombus
- Blåklockshumla (Bombus soroeensis) – Europa, Turkiet

## Megabombus
- Bombus gerstaeckeri – Sydeuropa, Mellaneuropa, östra Nordeuropa (inklusive Finland)
- Fälthumla (Bombus ruderatus) – Centraleuropa, Sydeuropa, Nordafrika, Nordvästasien
- Stormhattshumla (Bombus consobrinus) – norra Skandinavien, Ungern, Ryssland, norra Asien
- Trädgårdshumla (Bombus hortorum) – Europa, Turkiet, Kina, Nya Zeeland

## Melanobombus
- Stenhumla (Bombus lapidarius) – Europa, Turkiet

## SnylthumlorPsithyrus
- Broksnylthumla (Bombus quadricolor) – Europa, Turkiet
- Hussnylthumla (Bombus norvegicus) – Europa, Ryssland (inklusive den asiatiska delen), Sydkorea, Japan
- Jordsnylthumla (Bombus bohemicus) – Europa, Turkiet, mellersta Asien, norra Indien
- Lappsnylthumla (Bombus flavidus) – Skandinaviska fjällkedjan, Alperna, bergsområden i norra Spanien och i Ryssland
- Stensnylthumla (Bombus rupestris) – Europa, Turkiet
- Sydsnylthumla (Bombus vestalis) – Sydeuropa, Centraleuropa, södra Nordeuropa
- Trädgårdssnylthumla (Bombus barbutellus) – Sydeuropa, Centraleuropa, södra Nordeuropa, Mongoliet
- Åkersnylthumla (Bombus campestris) – Europa, Turkiet, Kaukasien, Kirgizistan
- Ängssnylthumla (Bombus sylvestris) – Europa, Turkiet, Kina, Sydkorea

## Pyrobombus
- Berghumla (Bombus monticola) – Europa (bergstrakter)
- Hushumla (Bombus hypnorum) – Nordeuropa, Centraleuropa, Asien
- Lapphumla (Bombus lapponicus) – Norra Skandinavien, isolerade förekomster i Sydeuropa, norra Ryssland, norra Kina, norra Nordamerika
- Ljunghumla (Bombus jonellus) – Europa, Ryssland, norra Nordamerika
- Tajgahumla (Bombus cingulatus) – Nordeuropa, Ryssland
- Ängshumla (Bombus pratorum) – Europa, Turkiet

## Subterraneobombus
- Klöverhumla (Bombus distinguendus) – Nordeuropa, Mellaneuropa, Nordasien
- Vallhumla (Bombus subterraneus) – Europa, Turkiet, Kina, Nya Zeeland

## Thoracobombus
- Backhumla (Bombus humilis) – Europa, Turkiet
- Frukthumla (Bombus pomorum) – Centraleuropa, Östeuropa
- Gräshumla (Bombus ruderarius) – Europa, Turkiet
- Haghumla (Bombus sylvarum) – Europa, Turkiet, Kazakstan
- Mosshumla (Bombus muscorum) – Europa, Asien
- Sandhumla (Bombus veteranus) – Nordeuropa, Centraleuropa, Kazakstan, Mongoliet
- Åkerhumla (Bombus pascuorum) – Europa, Turkiet

## Incertae sedis
- Skogsjordhumla (Bombus cryptarum) – Europa, Turkiet, Sibirien